# 達娜·瓦夫洛娃
達娜·瓦夫洛娃（德語：Dana Vávrová；1967年8月9日—2009年2月5日）是一位捷克裔德國女演員。她是20世紀80年代和90年代初最受歡迎的德國女演員之一。1989年，她在電影《秋日牛奶》（Herbstmilch）中飾演女主角安娜·溫施奈德（Anna Wimschneider）後，成為了德國電影界家喻戶曉的人物。

## 生平
瓦夫洛娃出生於捷克斯洛伐克的布拉格，並在《幽靈萬歲》（Ať žijí duchové!）中扮演她的第一個主要電影角色。1979年，她在電視迷你影集《阿拉貝拉》中飾演一個小角色。1982年，她在德國電視迷你影集《一片天堂》（Ein Stück Himmel）中飾演賈妮娜·大衛（Janina David），並榮獲金攝影獎、金獎和阿道夫·格里姆獎。在這部迷你影集中，約瑟夫·維爾斯邁爾是攝影師之一。在表演的同時，她於1981年至1985年就讀於布拉格音樂學院。1989年，她在電影《秋日牛奶》（Herbstmilch）中飾演女主角安娜·溫施奈德（Anna Wimschneider），取得了巨大的成功。她在1986年和約瑟夫·維爾斯邁爾結婚。
瓦夫洛娃後被授予聯邦十字勳章。2003年，她參與建立了德國電影學院（Deutsche Filmakademie）。
達娜·瓦夫洛娃於2009年2月5日因子宮頸癌在德國巴伐利亞州慕尼黑去世，享年41歲。

## 外部連結
- Dana Vávrová在互联网电影资料库（IMDb）上的資料（英文）
- 達娜·瓦夫洛娃（德国国家图书馆目录）
- Profile on cinema.de